# Andrei Ionescu
Andrei Ionescu (n. 29 martie 1988, Craiova, România) este un fotbalist român care joacă pentru Aizawl FC.